# Литанюк, Валерий Богданович
Валерий Богданович Литанюк (укр. Валерій Богданович Літанюк; род. 2 апреля 1994) — украинский легкоатлет, специалист по спортивной ходьбе. Выступает за сборную Украины по лёгкой атлетике с 2017 года, победитель Кубка Европы в командном зачёте, обладатель серебряной медали командного чемпионата мира, победитель и призёр первенств национального значения, участник летних Олимпийских игр в Токио.

## Биография
Валерий Литанюк родился 2 апреля 1994 года. Занимался спортивной ходьбой в Ивано-Франковске под руководством титулованной спортсменки Кристины Юдкиной.
Впервые заявил о себе в сезоне 2016 года, выиграв бронзовую медаль в ходьбе на 50 км на чемпионате Украины в Ивано-Франковске.
В 2017 году стал бронзовым призёром на украинских национальных чемпионатах в дисциплинах 20 и 50 км. Будучи студентом, представлял Украину на Универсиаде в Тайбэе, где в ходьбе на 20 км с результатом 1:34:12 закрыл десятку сильнейших.
В 2018 году одержал победу в ходьбе на 35 км на зимнем чемпионате Украины в Луцке. На командном чемпионате мира по спортивной ходьбе в Тайцане помог своим соотечественникам выиграть серебряные медали командного зачёта 50 км. На чемпионате Европы в Берлине в той же дисциплине показал результат 4:01:33 и занял итоговое 18-е место.
В 2019 году на Кубке Европы в Алитусе с личным рекордом 3:51:27 финишировал седьмым на дистанции 50 км и одержал победу в командном зачёте. Позднее на чемпионате мира в Дохе занял 25-е место.
В 2020 году взял бронзу в ходьбе на 50 км на чемпионате Украины в Ивано-Франковске.
В 2021 году выиграл бронзовую медаль на командном чемпионате Европы по спортивной ходьбе в Подебрадах. На летних Олимпийских играх в Токио вышел на старт 50 км вместо дисквалифицированного за допинг Игоря Главана — показал результат 4:14:05, расположившись в итоговом протоколе соревнований на 39-й строке.